# Zygmuntowo (gmina Skulsk)
Zygmuntowo – wieś w Polsce położona w województwie wielkopolskim, w powiecie konińskim, w gminie Skulsk.
| SIMC    | Nazwa    | Rodzaj    |
| ------- | -------- | --------- |
| 0294622 | Piastowo | część wsi |

W latach 1973-1976 w gminie Wierzbinek (od 1973 do 31 maja 1975 w powiecie radziejowskim). Początkowo odrębne sołectwo, które jednak szybko zniesiono i włączono do sołectwa Goplana. 1 stycznia 1977 (jako część sołectwa Goplana) włączone do gminy Skulsk.
W latach 1975–1998 miejscowość należała administracyjnie do województwa konińskiego.